# Danny Jones
Daniel Alan David Jones, detto Danny (Bolton, 12 marzo 1986), è un musicista britannico, voce e chitarrista del gruppo pop rock McFly.
Dei McFly, band fondata nel 2003, fanno parte anche Tom Fletcher, Dougie Poynter e Harry Judd.

## Biografia
Jones nacque a Bolton, nel nord dell'Inghilterra, figlio di un ufficiale di prigione e di una parrucchiera. Ha una sorella, Vicky.
Durante l'adolescenza, si appassionò alla musica di Bruce Springsteen, e si esibì in piccoli concerti nella zona, cantando principalmente sulle note degli Oasis.

## Carriera musicale

### McFly (2003-2013)
Quando Jones aveva diciassette anni, partecipò erroneamente all'audizione per una boyband, dove conobbe Tom Fletcher. Fletcher gli offrì dunque un posto nella propria band, e Jones cominciò così a comporre insieme al nuovo amico. A loro si unirono Harry Judd alla batteria e Dougie Poynter al basso.
I McFly debuttarono nel 2004, e vinsero anche un Guinness World Record.
Nei primi tre album dei McFly, Jones è sempre accreditato come unico compositore ed interprete di un brano.

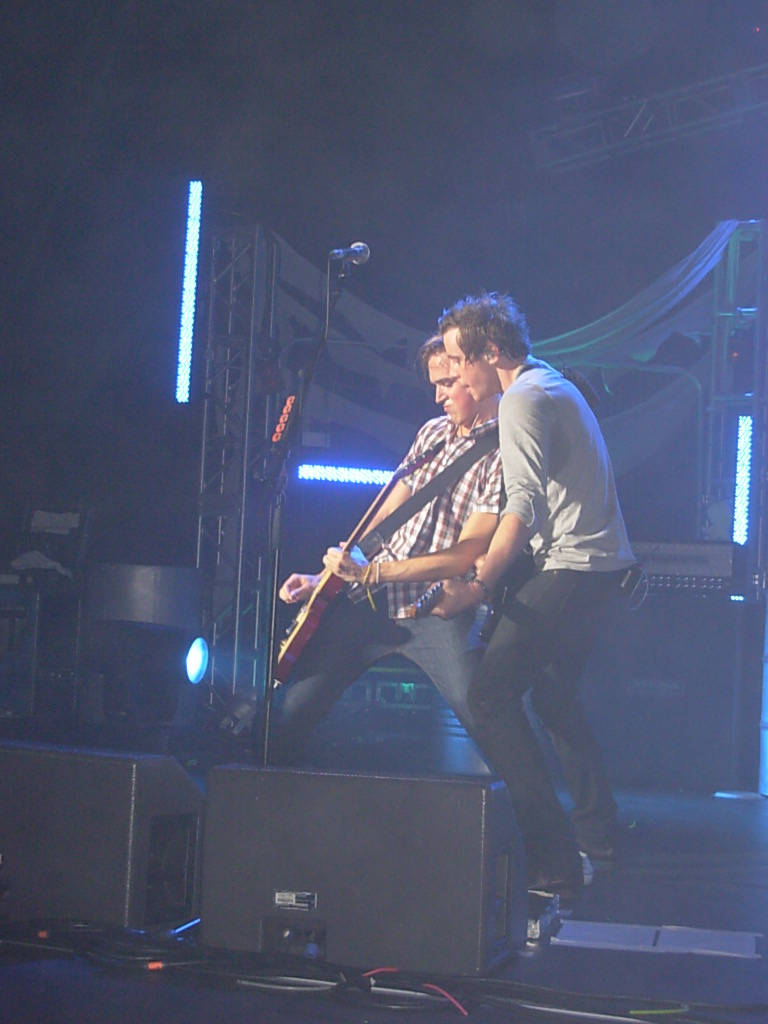
Jones sul palco insieme a Tom Fletcher ad Hammersmith, nel 2009

### McBusted (2013-2015)
Nel 2013, Jones si unì agli altri membri dei McFly, al "supergruppo" McBusted, insieme ai due componenti dei Busted James Bourne e Matt Willis.
La band intraprese il più grande tour britannico del 2014, il McBusted Tour, di 34 date, concluso a Hyde Park durante il British Summer Time. I McBusted pubblicarono un album omonimo, prima di intraprendere un secondo tour nel 2015, McBusted's Most Excellent Adventure Tour, di 21 date, per poi sciogliersi definitivamente.
Durante i concerti, vennero cantate canzoni di entrambe le band, e Jones interpretò spesso le parti vocali dell'ex membro dei Busted Charlie Simpson, che non aveva aderito al progetto.

### Carriera solista (2018-2019)
Da giugno del 2018, Jones cominciò a pubblicare musica come solista. Ha intrapreso un tour del Regno Unito nel 2019.

### McFly (2019-presente)
A settembre del 2019, subito dopo il termine del tour di Jones, si tenne una conferenza stampa che annunciò la "reunion" dei McFly. Durante la conferenza, furono annunciate nuove canzoni, che sono cantate quasi esclusivamente da Jones.

## Film e televisione
Nel 2011, Jones accettò l’offerta di partecipare al reality show Popstar to Operastar sul canale ITV. Lo scopo del programma era che una popstar famosa cantasse l’opera in italiano. Jones, trovandosi in difficoltà con l’apprendimento dell’italiano, imparò i testi scrivendo le parole foneticamente su un quaderno. Allo spettacolo, si classificò quinto.
Jones è giudice del programma The Voice Kids UK fin dalla sua prima edizione nel 2017, insieme a Will.i.am e Pixie Lott.

## Filantropia
Con i McFly, Jones ha partecipato alle attività di Comic Relief. Inoltre, partecipa regolarmente a partite di calcio per beneficenza. Tra le altre, ha partecipato ad una partita in cui l'Inghilterra ha battuto la squadra del "resto del mondo".

## Vita privata
Cominciò a frequentare la modella ed ex Miss Inghilterra, Georgia Horsley, nel 2010. Il 26 luglio 2013 la coppia annunciò il fidanzamento, convolando a nozze il 2 agosto 2014. La coppia ha un figlio.

## Discografia

### Con i McFly
- 2004 - Room on the 3rd Floor
- 2005 - Wonderland
- 2006 - Motion in the Ocean
- 2008 - Radio:Active
- 2010 - Above the Noise